# 人民路 (成都)
人民路位于四川省成都市，貫穿全城南北，是成都最为有名的街道之一，全长超過10公里。道路北连成都站（俗称火车北站），經過天府廣場，南接天府大道北段，成都地铁1号线与18号线下穿此路。全线分为人民北路（共二段）、人民中路（共三段）、人民南路（共四段）。另外，在天府广场，与人民中路垂直正交有人民西路与人民东路，是蜀都大道的组成部分。

## 人民南路
人民南路是人民路的一段，道路北至蜀都大道（天府廣場附近），南與天府大道相連。該道路也是成都第一條正南方向的大道。道路分為人民南路一段、人民南路二段、人民南路三段、人民南路四段。

### 歷史
1952年，苏联专家提出了社会主义城市中心都应修建人民广场，成都於是準備修建天府廣場。成都市人民政府又在成都市中心拆除了贡院街、三桥南北街並新建一段道路。1965年，成都市人民委员会将該段道路命名为人民路南段。1981年，人民路南段更名为人民南路一段。
人民南路二段為光华街至滨江路的一段道路。該段道路於1958南開闢，最初名為共青路。1962年向南延伸至火车南站，並且更名为人民南路。後來更名為人民南路二段。
人民南路三段為锦江大桥至一环路南段的一段道路。此路原來是共青路的一部分，1962年改名南虹路。後來更名人民南路三段。
人民南路四段是一环路南段至火车南站的一段道路。此段道路为1958年修建。後來更名為人民南路四段。